# Paul Wyatt

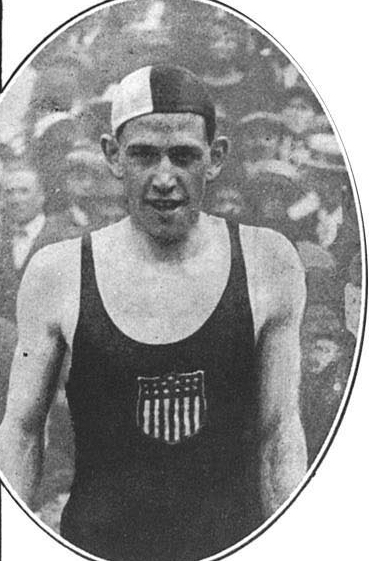
Paul Wyatt

Paul Henry Wyatt oder Paul Knuth Wyatt (* 27. Februar 1907 in Brier Hill, Pennsylvania; † 15. Dezember 1970 in Brownsville, Pennsylvania) war ein Schwimmer aus den Vereinigten Staaten. Er gewann je eine olympische Silber- und Bronzemedaille im Rückenschwimmen.

## Karriere
Der 1,83 m große Paul Wyatt schwamm für den YMCA in Uniontown.
Bei den Olympischen Spielen 1924 in Paris war er im Vorlauf des 100-Meter-Rückenschwimmens Fünftschnellster. Im Zwischenlauf schwamm er die zweitschnellste Zeit und auch im Finale war nur sein Landsmann Warren Paoa Kealoha schneller als Wyatt. 1925 war Wyatt amerikanischer Hallenmeister im Rückenschwimmen, 1926 gewann er den Titel im Freien. Bei den Olympischen Spielen 1928 in Amsterdam schwamm Wyatt in Vor- und Zwischenlauf jeweils die viertbeste Zeit. Im Finale siegte George Kojac vor Walter Laufer und Paul Wyatt. Alle drei Medaillen gingen somit an Schwimmer aus den Vereinigten Staaten.
Paul Wyatt war später als Röntgentechniker im Krankenhaus von Brownsville tätig. Er starb an einem Lymphom.